# Cornelis Massys

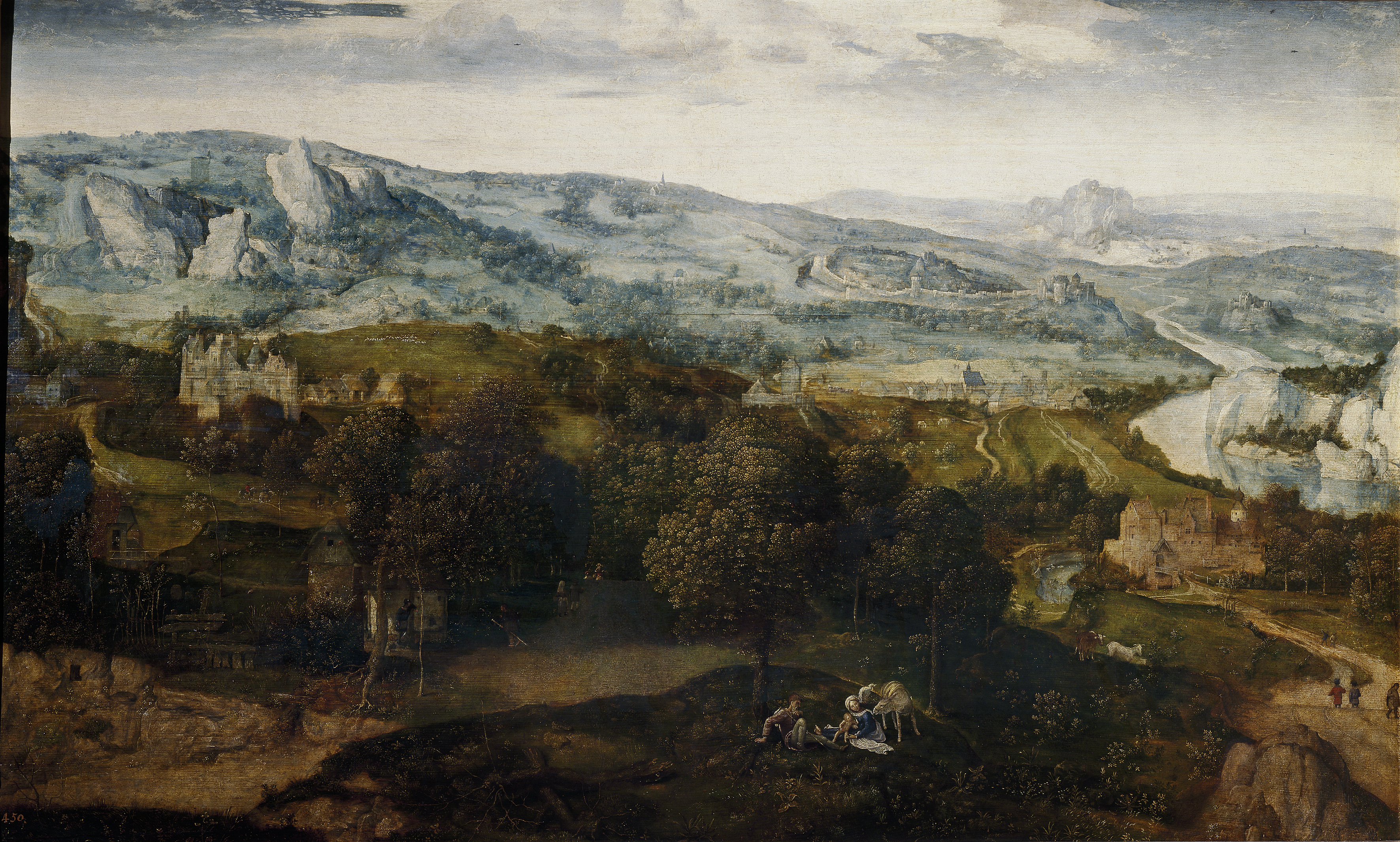
Descanso en la huida a Egipto, óleo sobre tabla, 68 x 112 cm, Madrid, Museo del Prado.

Cornelis Massys, Massijs o Metsys (Amberes, ca.1510-ca. 1557), fue un grabador, dibujante y pintor flamenco.
Hijo, al parecer, de Quinten Massys y hermano menor de Jan Massys, en 1531 fue admitido como maestro en el gremio de San Lucas de Amberes. Pintor de paisajes con elevado horizonte a la manera de Joachim Patinir, lo que explica que obras como el Descanso en la huida a Egipto del Museo del Prado, ahora considerada de Cornelis Massys, estuviera atribuida en el pasado a Patinir, se distancia de él por la menor relevancia de las figuras. 
Como grabador, siempre a buril, los trabajos más antiguos se datan hacia 1538, firmados con el anagrama COR MET, y entre ellos se encuentran copias de obras italianas, como el Entierro de Cristo según Parmigianino o la Pesca milagrosa a partir de la célebre composición de Rafael junto a parejas de mendigos a la manera de Pieter Brueghel, seguidos por series de asunto bíblico –narraciones de las vidas de Sansón y Juan el Bautista-, motivos mitológicos y alegóricos, además de un retrato del rey Enrique VIII de Inglaterra fechado en 1544.
Cornelis Massys es también autor de dibujos acabados, del tipo conocido como dibujos de obsequio, de trazo fino y ejecución esmerada como el Paisaje montañoso, Bruselas, Museos Reales de Bellas Artes de Bélgica o el Paisaje con las tentaciones de Cristo, Edimburgo, National Gallery of Scotland, por lo que ha sido también uno de los pintores a los que se ha atribuido el llamado Álbum Errera de los Museos Reales de Bellas Artes de Bélgica, un conjunto de ochenta y cuatro dibujos de paisajes acabados y estudios de árboles, rocas y edificios diversos.